# Verna Allee
Verna Allee (Kansas, 1949) é uma consultora estadunidense e autora de publicações sobre redes de valor, gestão do conhecimento, inteligência organizacional, capital intelectual e conversão de valor de intangíveis.
Verna Alle tornou-se célebre por seus livros The Knowledge Evolution: Expanding Organizational Intelligence, em que busca apresentar um modelo para compreensão da criação do conhecimento, aprendizado e competência no trabalho cotidiano; e The Future of Knowledge: Increasing Prosperity through Value Networks  onde descreve como uma organização em rede pode ser compreendida em um nível prático no dia-a-dia. 
Formada em Ciências Sociais, com mestrado em Consciência Humana e especialização em Liderança Organizacional, Allee é CEO da Value Networks e atualmente reside em Martinez, no estado da Califórnia. 
É a criadora da metodologia de análise de redes de valor.